# Jiangdianzi
Jiangdianzi (kinesiska: 江店孜) är en köping i östra Kina. Den ligger i Yingshang härad i staden Fuyang i provinsen Anhui, omkring 120 kilometer nordväst om provinshuvudstaden Hefei. Antalet invånare är 39435. Befolkningen består av 19 010 kvinnor och 20 425 män. Barn under 15 år utgör 22,0 %, vuxna 15-64 år 66 %, och äldre över 65 år 10,0 %.